# Paradoxo da parcimônia
O Paradoxo da parcimônia (ou paradoxo da poupança) é um paradoxo da economia. Este paradoxo afirma que um aumento na poupança autônoma leva a uma diminuição na demanda agregada (ou procura agregada em Portugal) e, portanto, a uma redução na produção bruta que, por sua vez, reduzirá a poupança total. Paradoxalmente, o paradoxo é que a poupança total pode cair por causa das tentativas dos indivíduos de aumentar sua poupança e, em linhas gerais, esse aumento na poupança pode ser prejudicial a uma economia. Ambas as afirmações estreita e ampla são paradoxais dentro da suposição subjacente à falácia da composição, a saber, que o que é verdadeiro das partes deve ser verdadeiro para o todo. A alegação estreita contradiz transparentemente essa suposição, e a ampla implica, porque, embora a economia individual seja geralmente considerada boa para a economia, o paradoxo da poupança sustenta que a economia coletiva pode ser ruim para a economia.
Este paradoxo já havia sido citado, no início de 1714 na Fábula das Abelhas, e sentimentos semelhantes datam desde a antiguidade. Ele foi popularizado por John Maynard Keynes, e é um componente central da Escola Keynesiana de economia. Passou também a fazer parte do mainstream da economia a partir do final da década de 1940.

## O Paradoxo
O argumento começa com a observação de que, em equilíbrio, a renda total deve ser igual à produção total. Assumindo que a renda tem um efeito direto na poupança, um aumento no componente autônomo da poupança, mantendo-se igual, moverá o ponto de equilíbrio em que a renda é igual à saída para um valor menor, induzindo um declínio na poupança que pode mais do que compensar o aumento original.
Nesta forma, representa um dilema do prisioneiro, pois a poupança é benéfica para cada indivíduo, mas é prejudicial para a população em geral. Este é um "paradoxo" porque é contrário à intuição. Alguém inconsciente do paradoxo da poupança cairia em uma falácia de composição e assumiria que o que parece ser bom para um indivíduo dentro da economia será bom para toda a população. No entanto, o exercício da parcimônia pode ser bom para um indivíduo, permitindo que o indivíduo economize para um "dia chuvoso" e, no entanto, supostamente não seja bom para a economia como um todo.
Esse paradoxo pode ser explicado pela análise do lugar e do impacto de maiores economias em uma economia. Se uma população decide poupar mais dinheiro em todos os níveis de renda, então a receita total das empresas diminuirá. Essa demanda diminuída causa uma contração da produção, dando aos empregadores e funcionários uma renda menor. Eventualmente, a poupança total da população terá permanecido a mesma ou mesmo diminuído por causa de rendimentos mais baixos e uma economia mais fraca. Esse paradoxo baseia-se na proposição, apresentada na economia keynesiana, de que muitas recessões econômicas são baseadas na demanda.

## História
Enquanto o paradoxo da economia foi popularizado por Keynes, e é frequentemente atribuído a ele, foi afirmado por um número de outros antes de Keynes, e a proposição de que os gastos podem ajudar e salvar pode prejudicar uma economia que remonta à antiguidade; Sentimentos semelhantes ocorrem no verso da Bíblia Sagrada:
Existe aquilo que espalha e ainda aumenta; e há que retém mais do que se encontra, mas leva à pobreza.
que tem encontrado uso ocasional como um epigrama em escritos underconsumpcionistas.
O próprio Keynes observa o aspecto do paradoxo de A Fábula das Abelhas: ou, Vícios Privados, Benefícios Públicos (1714) por Bernard Mandeville, o próprio título denuncia o paradoxo, e Keynes citando a passagem:
Como esta economia prudente, que algumas pessoas chamam de poupança, é em famílias privadas o método mais seguro para aumentar uma propriedade, então alguns imaginam que, seja um país ser estéril ou frutífero, o mesmo método se geralmente perseguido (o que eles acham praticável) ter o mesmo efeito sobre toda uma nação, e que, por exemplo, os ingleses poderiam ser muito mais ricos do que são, se fossem tão frugais quanto alguns de seus vizinhos. Isso, penso eu, é um erro.
Keynes sugere que Adam Smith estava referindo-se a esta passagem, quando ele escreveu: "o que é prudência na conduta de cada família privada pode às vezes ser loucura na de um grande Reino."
O problema do subconsumo e do oversaving, como eles o viam, foi desenvolvido por economistas subconsumistas do século XIX, e o paradoxo da economia no sentido estrito de que "tentativas coletivas de economizar rendem economias menores" foi explicitamente declarado por John M. Robertson. em seu livro de 1892, The Fallacy of Saving, escrevendo:
Se toda a população estivesse empenhada em poupar, o total economizado teria sido bem menor, na medida em que (outras tendências permanecessem as mesmas) a paralisia industrial teria sido alcançada mais cedo ou mais vezes, os lucros seriam menores, juros muito menores e ganhos menores e mais precários. Isso não é um paradoxo ocioso, mas a mais estrita verdade econômica.— John M. Robertson, The Fallacy of Saving, p. 131–2
 Ideias semelhantes foram dadas por William Trufant Foster e Waddill Catchings em 1920, com O Dilema da Parcimônia.
Keynes distingue entre o negócio/atividade de investimento ("Empresa") e de poupança ("Poupança"), no seu Treatise on Money (1930):
... a mera abstinência não é suficiente por si só para construir cidades ou drenar pântanos. ... Se a Empresa está em andamento, a riqueza acumula o que quer que esteja acontecendo com a Parcimônia; e se Enterprise está dormindo, a riqueza deteriora o que a Parcimônia pode estar fazendo. Assim, a Parcimônia pode ser a serva da Enterprise. Mas igualmente ela não pode. E, talvez, geralmente ela não seja.
e reafirmou o paradoxo da poupança na Teoria Geral, em 1936:
Pois, embora a quantidade de sua própria poupança não seja susceptível de ter qualquer influência significativa sobre sua própria renda, as reações do montante de seu consumo sobre a renda dos outros torna impossível
para todos os indivíduos salvar simultaneamente quaisquer somas dadas. Toda tentativa de economizar mais reduzindo o consumo afetará tanto os rendimentos que a tentativa necessariamente se derrota.
Obviamente, é igualmente impossível para a comunidade como um todo economizar menos do que a quantidade de investimento atual, já que a tentativa de fazê-lo necessariamente elevará a renda a um nível em que as quantias que os indivíduos escolhem para economizar somam uma figura exatamente igual à quantidade de investimento.— John Maynard Keynes, The General Theory of Employment, Interest and Money, Chapter 7, p. 84
A teoria é conhecida como o "paradoxo da poupança" de Samuelson e foi influente na obra Economia de 1948, onde popularizou-se o termo.
Paradoxo da poupança de acordo com a Mecânica dos Saldos

O paradoxo da economia formal pode ser bem descrito como um paradoxo do circuito usando os termos da Mecânica dos Saldos desenvolvida pelo economista alemão Wolfgang Stützel (em alemão: Saldenmechanik): trata-se de economizar por corte de despesas, o que sempre leva a um superávit da receita. individualmente, então a economia de dinheiro. Mas uma vez que a totalidade (no significado de cada um) economiza em despesas, as receitas da economia só diminuem.
- Sentença parcial: Para entidades econômicas individuais ou um grupo parcial de atores econômicos, é válido: quanto menores as despesas, maior o superávit da receita.
- Mecanismos de tamanho: O declínio de despesas de um grupo parcial de atores econômicos só pode levar a um superávit de receita se o grupo complementar fizer ou aceitar um excedente de despesas.
- Sentença global: Um declínio geral das despesas sempre leva a totalidade a um declínio das receitas e nunca a um superávit de receitas.[6]

## Conceitos relacionados
O paradoxo da economia tem sido relacionado à teoria da deflação da dívida das crises econômicas, sendo chamado de "o paradoxo da dívida"  - as pessoas poupam não para aumentar a poupança, mas para pagar dívidas. Além disso, um paradoxo de trabalho e um paradoxo da flexibilidade foram propostos: uma disposição de trabalhar mais numa armadilha de liquidez e flexibilidade salarial após um choque de deflação da dívida pode levar não apenas a salários mais baixos, mas a empregos mais baixos.
Em abril de 2009, Janet Yellen, vice-presidente do Federal Reserve dos Estados Unidos, discutiu o "Paradoxo da desalavancagem" descrito pelo economista Hyman Minsky: "Uma vez que essa enorme crise de crédito chegou, não demorou muito para que estivéssemos em recessão. Aprofundou a crise de crédito à medida que a demanda e o emprego diminuíam, e as perdas de crédito das instituições financeiras aumentaram.  Um processo de desalavancagem do balanço se espalhou para quase todos os anos. Os consumidores estão recuando em compras, especialmente em bens duráveis, para construir suas poupanças, cancelando investimentos planejados e demitindo trabalhadores para preservar o caixa, e as instituições financeiras estão encolhendo ativos para aumentar o capital e melhorar suas chances de lucro. Mais uma vez, Minsky entendeu essa dinâmica e falou do paradoxo da desalavancagem, em que as precauções podem ser inteligentes para os indivíduos e as firmas - e, de fato, essenciais para devolver a economia a um estado normal -, no entanto, ampliam a angústia da economia como um todo".

## Críticas
Dentro do mainstream econômico, não-Keynesianos economistas, particularmente economistas neoclássicos, criticam essa teoria em três principais motivos.
A primeira crítica é que, seguindo a lei de Say e o círculo de ideias relacionado, se a demanda diminuir, os preços cairão (exceto com uma intervenção do governo), e o preço menor resultante estimulará a demanda (embora com lucro ou custo menor - possivelmente salários menores). Essa crítica, por sua vez, tem sido questionada pelos economistas Novo Keynesianos, que rejeitam a lei de Say e, em vez disso, apontam para evidências de preços rígidos como uma razão pela qual os preços não caem em recessão; este continua sendo um ponto debatido.
A segunda crítica é que as poupanças representam fundos para empréstimos, particularmente nos bancos, assumindo que as poupanças são mantidas nos bancos, em vez de a própria moeda ser detida ("escondida debaixo do colchão"). Assim, um acúmulo de poupança gera um aumento no potencial de empréstimos, o que reduzirá as taxas de juros e estimulará os empréstimos. Assim, um declínio nos gastos do consumidor é compensado por um aumento nos empréstimos e investimentos e gastos subsequentes.
Duas ressalvas são adicionadas a essa crítica. Em primeiro lugar, se as poupanças são mantidas em numerário, em vez de serem emprestadas (diretamente por aforradores ou indiretamente, através de depósitos bancários), então os fundos para empréstimos não aumentam e, portanto, pode ser causada uma recessão - mas isto é devido à retenção de numerário, não para salvar por si só. Em segundo lugar, os próprios bancos podem reter numerário, em vez de o emprestar, o que resulta no crescimento das reservas compulsórias - fundos depositados mas não emprestados. Argumenta-se que isso ocorra em situações de armadilha de liquidez, quando as taxas de juros estão em um limite inferior zero (ou próximo a ele) e a poupança ainda excede a demanda de investimento. Dentro da economia keynesiana, o desejo de manter a moeda ao invés de emprestá-la é discutido sob a preferência pela liquidez.
Terceiro, o paradoxo pressupõe uma economia fechada em que as poupanças não são investidas no exterior (para financiar as exportações de produção local no exterior). Assim, embora o paradoxo possa se sustentar no nível global, ele não precisa se manter no nível local ou nacional: se uma nação aumenta a poupança, isso pode ser compensado por parceiros comerciais que consomem uma quantidade maior em relação à sua própria produção, ou seja, se a economia da nação aumenta as exportações e seus parceiros aumentam as importações. Essa crítica não é muito controversa, e é geralmente aceita também por economistas keynesianos,  que se referem a ela como "exportação é o caminho para sair de uma recessão". Eles observam ainda que isso frequentemente ocorre em conjunto com a desvalorização da moeda, (aumentando as exportações e diminuindo as importações), e não pode funcionar como uma solução para um problema global, porque a economia global é um sistema fechado - nem toda nação pode aumentar exportações.

### A Crítica daEscola Austríaca
O paradoxo foi criticado pelo economista da Escola Austríaca Friedrich Hayek em um artigo de 1929, "O Paradoxo da Poupança", questionando o paradoxo proposto por Foster e Catchings. Hayek e mais tarde economistas da Escola Austríaca concordam que, se uma população economiza mais dinheiro, a receita total das empresas cairá, mas negam a afirmação de que receitas menores levam a um crescimento econômico mais baixo, entendendo que as economias adicionais são menores. usado para criar mais capital para aumentar a produção. Uma vez que a nova estrutura de capital mais produtiva tenha se reorganizado dentro da estrutura atual, os custos reais de produção são reduzidos para a maioria das empresas. No entanto, os críticos da escola austríaca argumentam que usar o capital acumulado para aumentar a produção é um ato que requer gastos e, portanto, o argumento austríaco não desmente o paradoxo.